# Крийк (окръг, Оклахома)
Окръг Крийк (на английски: Creek County) е окръг в щата Оклахома, Съединени американски щати. Площта му е 2512 km², а населението – 67 367 души (2000). Административен център е град Сапулпа.